# جون هال (لاعب كريكت)
جون هال (29 يوليو 1934 في المملكة المتحدة - ) (بالإنجليزية: John Hall)‏ هو لاعب كريكت بريطاني. لعب مع نادي مقاطعة سري للكريكت ‏ ونادي مقاطعة ساسكس للكركيت ‏.